# Декоративні рослини

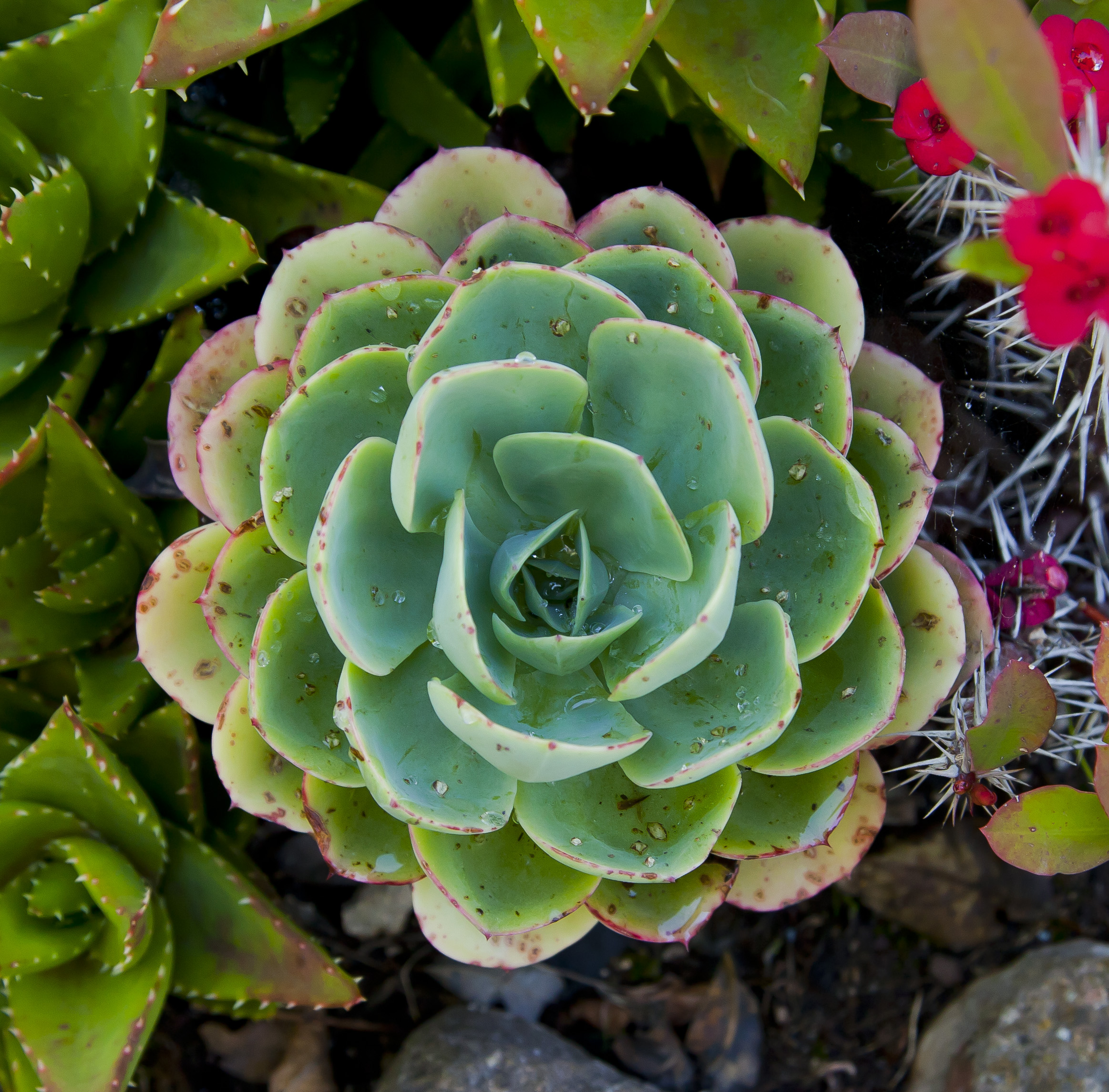
Багато видів сукулентів завдяки своєму естетично приємному вигляду та незвичній формі сьогодні досить популярні як декоративні рослини. На знімку Echeveria elegans, вид квіткових рослин, що належить до роду ечеверія

Декорати́вні росли́ни (прикметник декоративний походить від фр. décoratif, яке, своєю чергою, утворено від лат. decoro — прикрашаю; декоративний — «той, що прикрашає або служить для прикраси, оздоблення; мальовничий, зовнішньо ефективний») — дерева, кущі й трав'янисті рослини, які вирощують для прикрашання міст, населених пунктів, внутрішнього озеленення приміщень з метою задоволення естетичних потреб людини. До декоративних належить численна група як культурних, так і дикорослих видів рослин. Вони є серед представників трьох відділів: покритонасінних, голонасінних і папоротеподібних.

## Відомі представники декоративних рослин

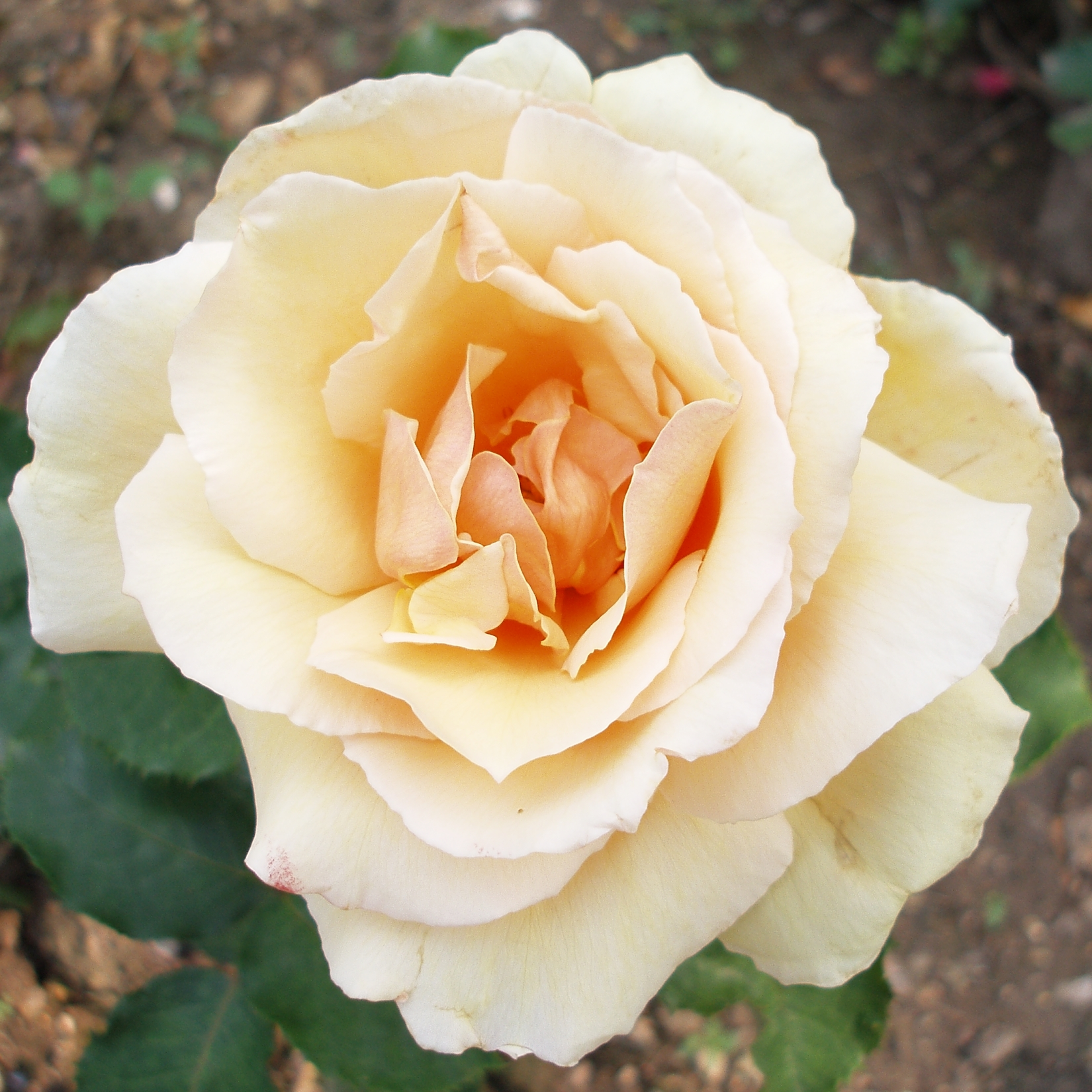
Троянда
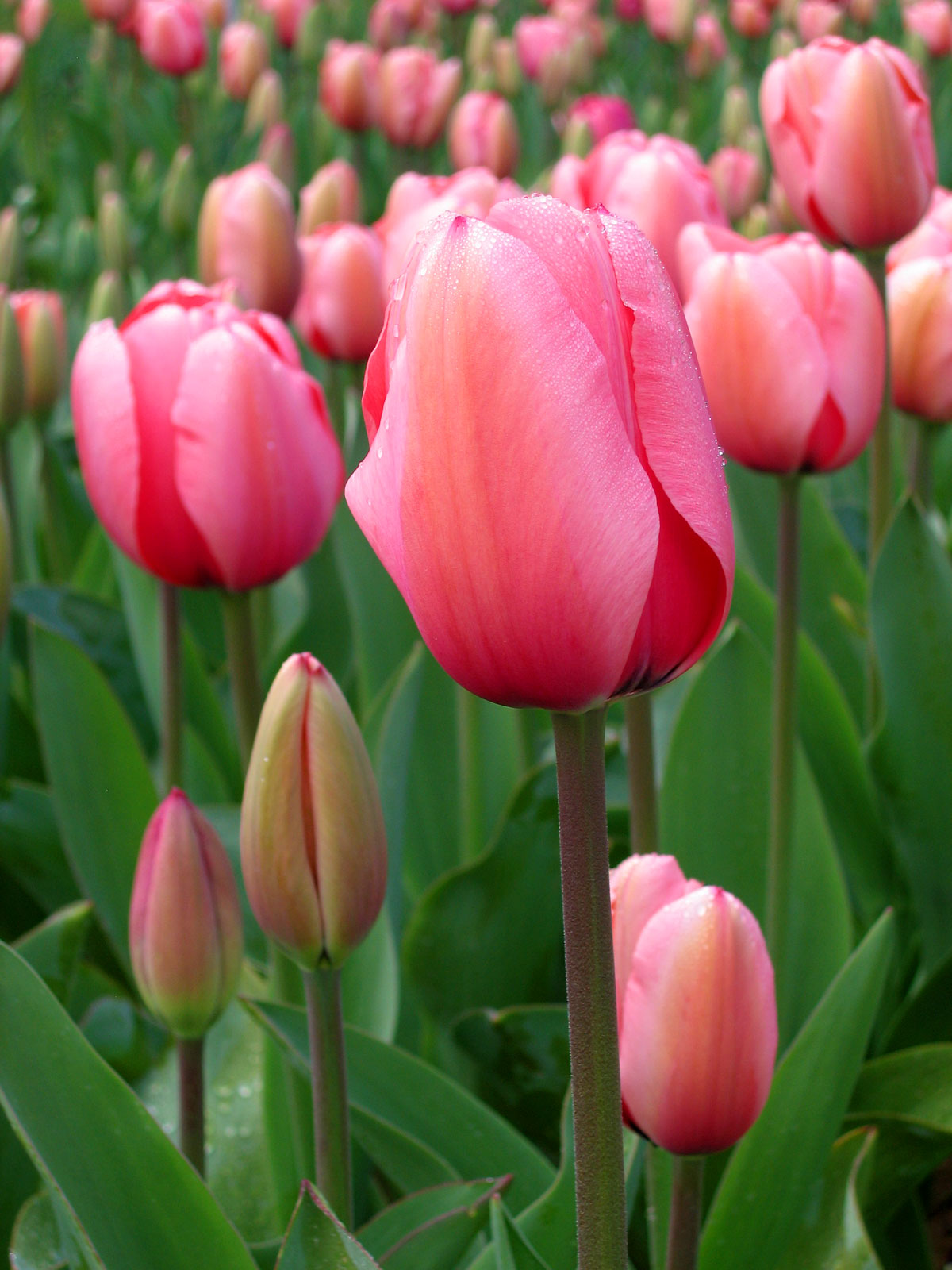
Тюльпан
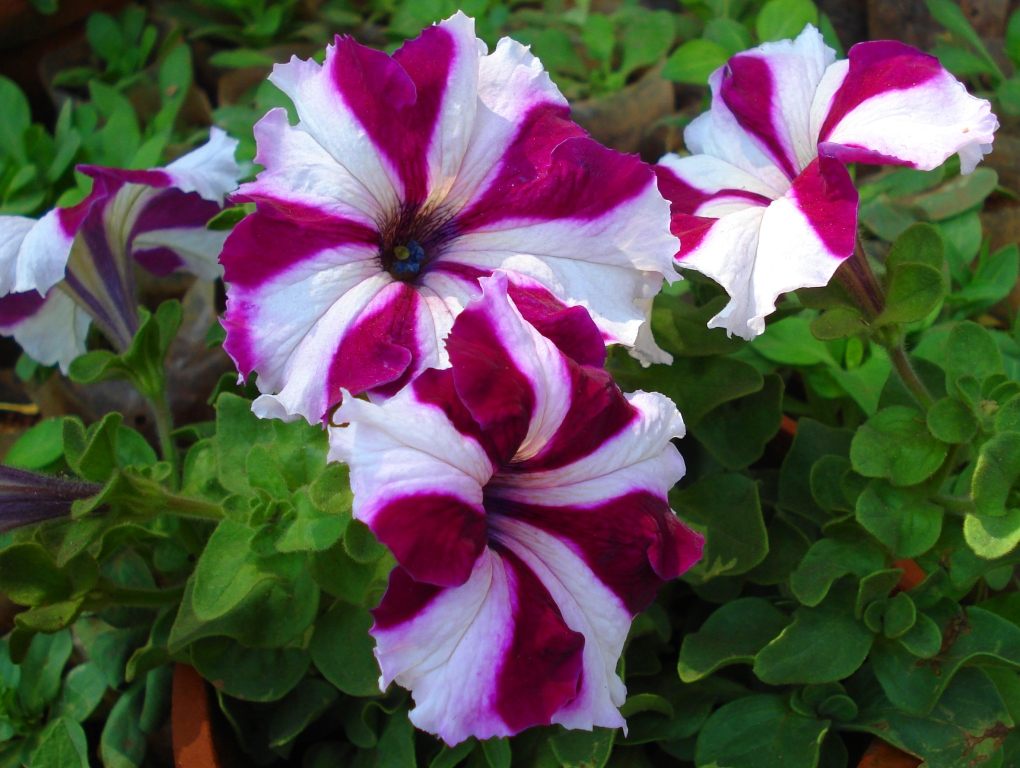
Петунія
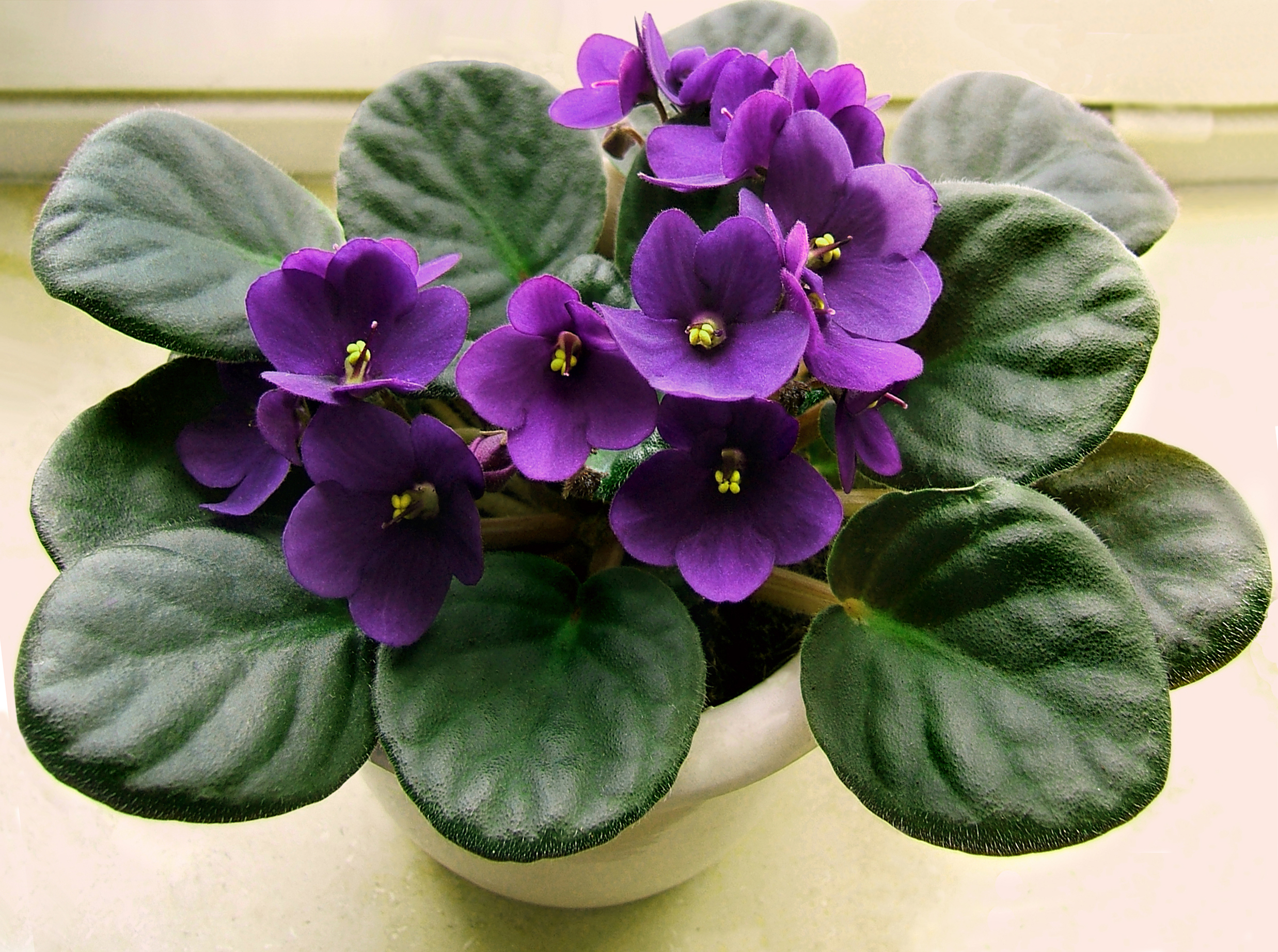
Сенполія
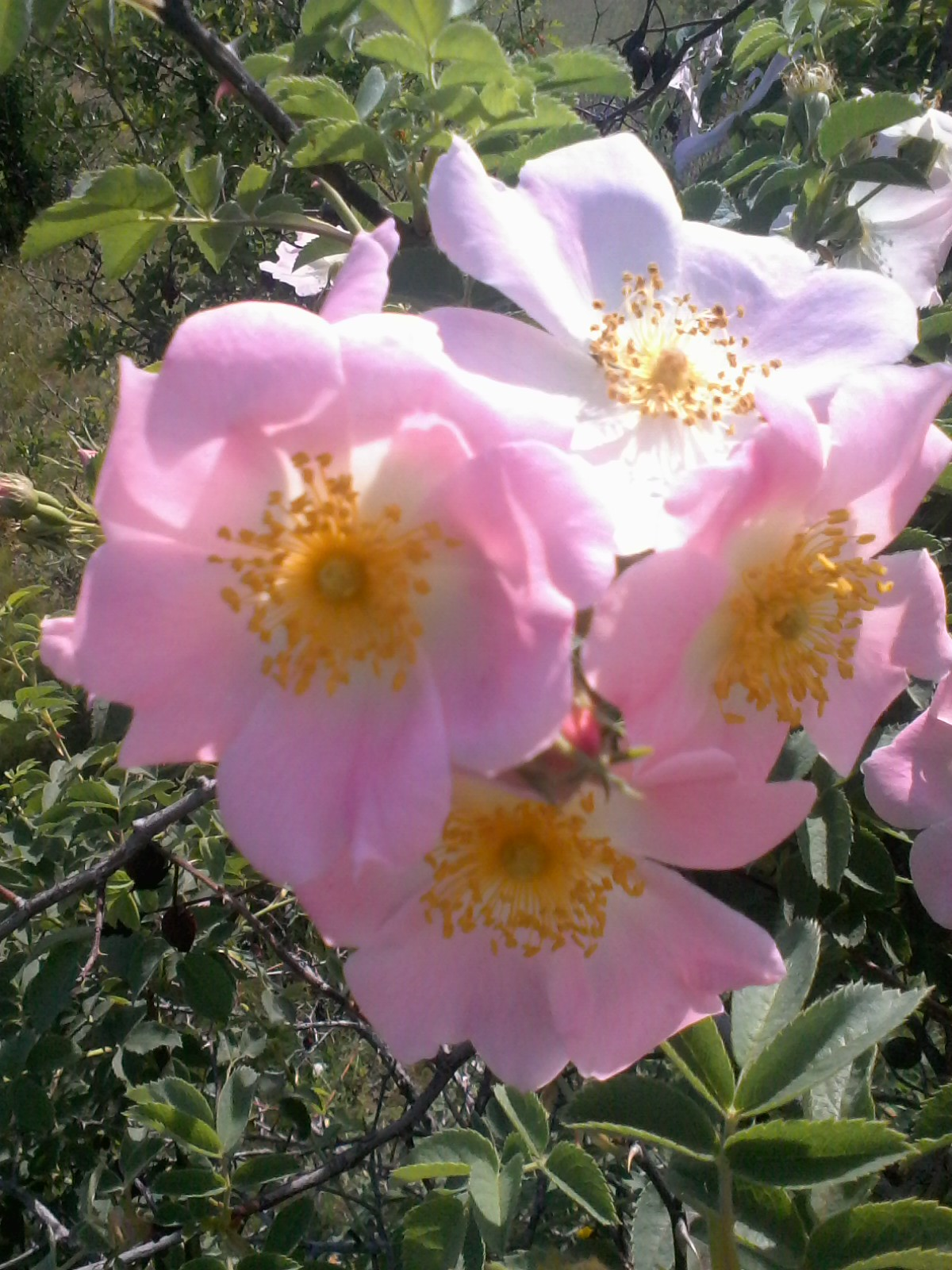
Троянда рожева